# شهرک صنعتی طبس
شهرک صنعتی طبس روستایی در دهستان گلشن بخش مرکزی شهرستان طبس استان خراسان جنوبی ایران است.

## جمعیت
بر پایه سرشماری عمومی نفوس و مسکن در سال ۱۳۹۵ جمعیت این روستا ۲۸ نفر (۷خانوار) بوده‌است.